# Витковский, Иван Петрович
Ива́н Петро́вич Витко́вский (1914—1996) — гвардии подполковник Советской Армии, участник Великой Отечественной войны, Герой Советского Союза (1945).

## Биография
Иван Витковский родился 9 октября 1914 года в селе Боровка (ныне — Черневецкий район Винницкой области Украины). Окончил среднюю школу, затем три курса механико-технологического техникума и рабфак. В 1936 году Витковский был призван на службу в Рабоче-крестьянскую Красную Армию. В 1938 году он окончил Одесское военное авиационное училище лётчиков. С февраля 1943 года — на фронтах Великой Отечественной войны. Принимал участие в боях на Северо-Западном, Брянском, 1-м и 2-м Прибалтийском, 1-м и 3-м Белорусском фронтах.
Участвовал в боях под Волховом, освобождении Прибалтики. К сентябрю 1944 года гвардии майор Иван Витковский командовал эскадрильей 66-го гвардейского истребительного авиаполка 4-й гвардейской истребительной авиадивизии 1-го гвардейского истребительного авиакорпуса 3-й воздушной армии 1-го Прибалтийского фронта. К тому времени он совершил 112 боевых вылетов, в ходе которых сбил 15 вражеских самолётов.
Указом Президиума Верховного Совета СССР от 23 февраля 1945 года за «мужество и героизм, проявленные в воздушных боях с немецкими захватчиками» гвардии майор Иван Витковский был удостоен высокого звания Героя Советского Союза с вручением ордена Ленина и медали «Золотая Звезда» за номером 5314.
С апреля 1945 года Витковский командовал 66-м гвардейским истребительным авиаполком. Всего за время своего участия в Великой Отечественной войне он совершил 357 боевых вылета, принял участие в 148 воздушных боях, сбив лично 22 самолёта (по другим данным — 20 самолётов). В 1950 году в звании подполковника Витковский был уволен в запас. В 1959 году он окончил Киевский государственный университет, работал директором, учителем истории в средней школе № 143 в Киеве. Умер 23 сентября 1996 года, похоронен на Байковом кладбище Киева.
Был также награждён четырьмя орденами Красного Знамени (02.08.1943, 13.03.1944, 10.07.1944, 10.09.1944) и двумя орденами Отечественной войны 1-й степени (27.12.1944, 06.04.1985), а также рядом медалей.